# Oegandese shilling
De shilling is de munteenheid van Oeganda. Eén shilling is honderd cent. De cent wordt vanwege de inflatie niet meer gebruikt.
De volgende munten worden gebruikt: 50, 100, 200 en 500 shilling. Het papiergeld is beschikbaar in 1000, 2000, 5000, 10.000, 20.000 en 50.000 shilling.

## Bankbiljetten
| Waarde (S/.) | Voorzijde | Achterzijde |
| ------------ | --------- | ----------- |
| 1000         |           |             |
| 2000         |           |             |
| 5000         |           |             |
| 10.000       |           |             |
| 20.000       |           |             |
| 50.000       |           |             |